# 마리아 아다네스
마리아 아다네스(María Adánez, 1976년 3월 12일 ~ )는 스페인의 배우, 감독, 작가, 프로듀서이다.

## 출연 작품
- 나의 로맨틱 가이드 (2009)
- 목수의 연필 (2003)
- 당신의 다리 사이 (1999)